# Kleiner Roter Flughund
Der Kleine Rote Flughund (Pteropus scapulatus) ist ein Flughund aus der Gattung Pteropus, der im Norden und Osten Australiens verbreitet ist.

## Beschreibung
Der Kleine Rote Flughund ist kleiner als andere australische Arten der Gattung Pteropus. Die Unterarme haben eine Länge von 12 bis 14,3 cm. Das kurze, dichte Fell ist rötlich braun bis hellbraun. An der Kopfoberseite ist es oft grau und am Nacken fällt es länger und dünner aus. Auf der Unterseite der Flügel nahe dem Rumpf sind die Haare gelb. Die Flughaut ist transparenter als bei anderen australischen Arten. Der Schädel hat eine Condylobasallänge von durchschnittlich 54,3 mm und eine Interorbitalbreite von 9,3 mm.

## Lebensweise

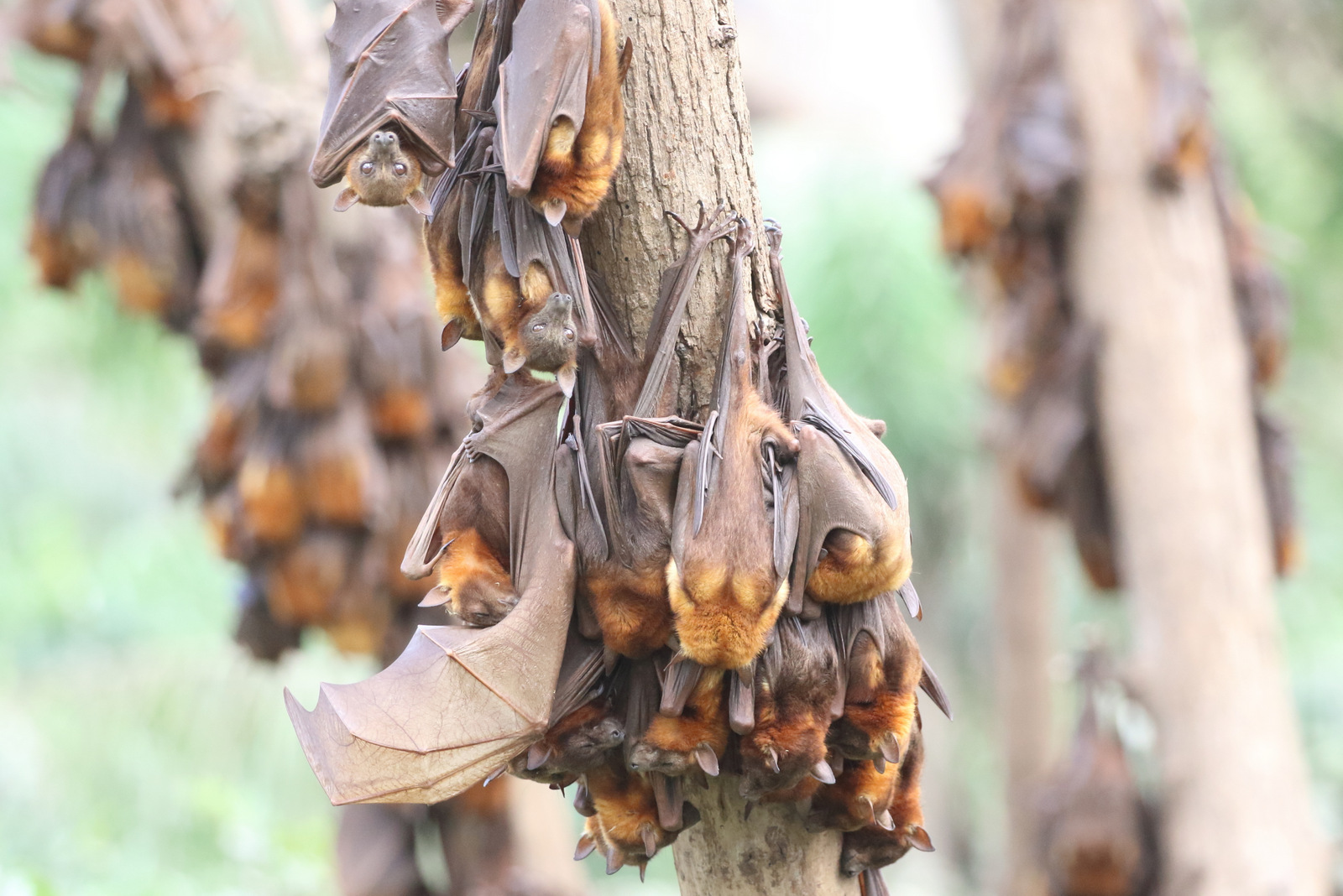
Mehrere dicht beieinander hängende Kleine Rote Flughunde

Der Kleine Rote Flughund kommt unter anderem in Waldgebieten mit Hartlaubgewächsen, Mangroven oder Bambus vor. Er ernährt sich zum Großteil von Nektar und nur selten von Früchten. Blühende Pflanzenarten, die er aufsucht, umfassen die Myrtengewächse der Gattungen Eucalyptus, Melaleuca und Corymbia. Ansammlungen von hunderttausenden Flughunden können sich bei kurzblühenden Arten bilden. Der Kleine Rote Flughund kann in einer Nacht große Strecken von teilweise einigen hundert Kilometern zurücklegen. Futter- und Schlafplatz können bis zu etwa 24 Kilometer auseinander liegen. Einige Tiere suchen nachts auch mehrere Futterplätze auf, die wiederum mehrere Kilometer voneinander entfernt liegen können. Die Flughunde verbreiten dabei Pollen in ihrem Fell. Einzelne Flughunde bleiben nur etwa 10 bis 14 Tage an einem Ort. Für ihre Schlafplätze bevorzugen sie hohe, dichte Vegetation in der Nähe von Wasserquellen. Tendenziell suchen sie in der Trockenzeit eher Bambuswälder auf, wohingegen sie in der Regenzeit Regenwälder bevorzugen.
Die Weibchen bringen im April bis Mai nach einer Tragzeit von etwa sechs Monaten ein einziges Junges zur Welt und säugen dieses drei bis fünf weitere Monate.

## Vorkommen

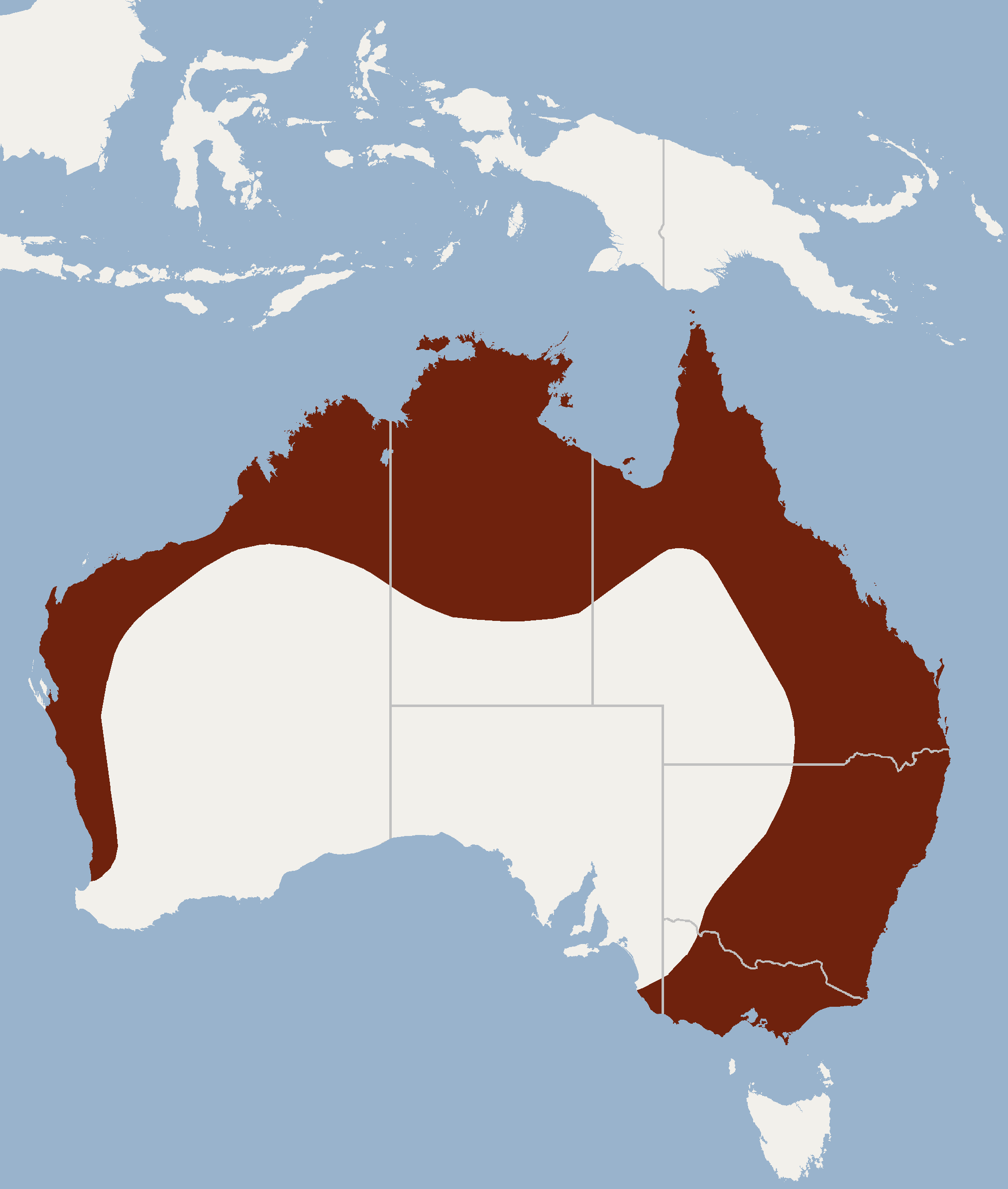
Verbreitungsgebiet des Kleinen Roten Flughundes

Der Kleine Rote Flughund ist in Australien endemisch. Dort kommt er in den nördlichen und östlichen Landesteilen vor sowie nördlich der Kap-York-Halbinsel unter anderem auf den Torres-Strait-Inseln Thursday, Horn, Badu, Hammond und Prince-of-Wales.
Die IUCN stuft die Art aufgrund ihres großen Verbreitungsgebiets als nicht gefährdet (least concern) ein, mit unbekanntem Populationstrend. Sie ist im Anhang II des Washingtoner Artenschutzübereinkommens gelistet. Mögliche Bedrohungen sind der Rückgang von geeigneter Vegetation, Stromleitungen, klimatische Veränderungen mit stärkeren Zyklonen und Dürren sowie das Australische Fledermaus-Lyssavirus (ABLV).

## Kleiner Roter Flughund und Mensch
Kleine Rote Flughunde dringen gelegentlich auch in von Menschen bewohnte Gebiete vor, insbesondere Gärten und Obstplantagen. Dabei können der erzeugte Lärm, Geruch und Sachschaden Konflikte mit Menschen auslösen. Auch gibt es oft Bedenken hinsichtlich der Übertragung von Krankheiten auf Nutztiere und Menschen. In Queensland und New South Wales werden einige Flughunde als Pflanzenschutzmaßnahme mit Lizenz getötet, jedoch handelt es sich bei der Art nicht um einen schwerwiegenden Schädling für die Landwirtschaft.

## Taxonomie
Der Kleine Rote Flughund ist eine Art der Gattung Pteropus und wurde 1862 von dem deutschen Naturforscher Wilhelm Peters wissenschaftlich erstbeschrieben. Typenfundort ist Cape York im Norden von Queensland. Die Art wurde 1912 von Knud Christian Andersen als der Gattung Pteropus zugehörig anerkannt.